# Praye
Praye település Franciaországban, Meurthe-et-Moselle megyében. Lakosainak száma 251 fő (2022. január 1.). Praye Chaouilley, Forcelles-Saint-Gorgon, Housséville, Saint-Firmin, Saxon-Sion, Tantonville és Xirocourt községekkel határos.

## Népesség
A település népességének változása:
| Lakosok száma | 263  | 265  | 228  | 241  | 273  | 274  | 268  | 252  | 250  | 251  |
|               | 1968 | 1982 | 1990 | 2006 | 2013 | 2015 | 2017 | 2019 | 2020 | 2022 |